# Tom Wisniewski
Thomas Edmund Wisniewski (Dunoon, 20 ottobre 1976) è un chitarrista scozzese, membro della band pop punk MxPx.
Wisniewski è entrato a far parte degli MxPx nel 1995, anno in cui sostituì il chitarrista Andy Husted. Nel gruppo, oltre a suonare la chitarra, si occupa anche della voce di fondo.
Si è sposato nel 2002 con la sua attuale moglie, Kelly. Risiedono entrambi a Bremerton, negli USA.

## Discografia

### Album in studio
- 1995 - Teenage Politics
- 1996 - Life in General
- 1998 - Slowly Going the Way of the Buffalo
- 2000 - The Ever Passing Moment
- 2003 - Before Everything & After
- 2005 - Panic
- 2007 - Secret Weapon
- 2012 - Plans Within Plans

### EP
- 1995 - On the Cover
- 1996 - Move to Bremerton
- 2001 - The Renaissance EP

### Compilation
- 1998 - Let It Happen
- 2002 - Ten Years and Running
- 2006 - Let's Rock

### Album Live
- 1999 - At the Show